# Tinea leptocirrha
Tinea leptocirrha is een vlinder uit de familie van de echte motten (Tineidae). De wetenschappelijke naam van de soort werd in 1926 gepubliceerd door Alfred Jefferis Turner.